# Peter Süring
Peter Süring ist ein deutscher Drehbuchautor und Kameramann der DEFA.
Süring war ab Mitte der 1950er Jahre als Kamera-Assistent bei der DDR-Filmfirma DEFA tätig. Ab Mitte der 1960er bis zur Wiedervereinigung war er selbst Kameramann bei 21 Produktionen, darunter Im Staub der Sterne und der Serie Spuk von draußen

## Filmografie (Auswahl)
- 1968/1969: Krupp und Krause
- 1972: Nicht schummeln, Liebling!
- 1972: Euch werd ich’s zeigen
- 1974: … verdammt, ich bin erwachsen
- 1974: Die Frauen der Wardins (Fernseh-Dreiteiler)
- 1975: Kriminalfälle ohne Beispiel: Mord im Märkischen Viertel (Fernsehreihe)
- 1976: Im Staub der Sterne
- 1978: Spuk unterm Riesenrad (Fernsehserie, 7 Folgen)
- 1978: Der Meisterdieb (Fernsehfilm)
- 1981: Polizeiruf 110: Alptraum
- 1982: Das große Abenteuer des Kaspar Schmeck (Fernsehserie, 3 Folgen)
- 1983: Nachhilfe für Vati
- 1987: Spuk von draußen (Fernsehserie, 9 Folgen)
- 1989: Feriengewitter
- 1990: Gänsehaut (Fernsehfilm)